# Paulina Ljubas

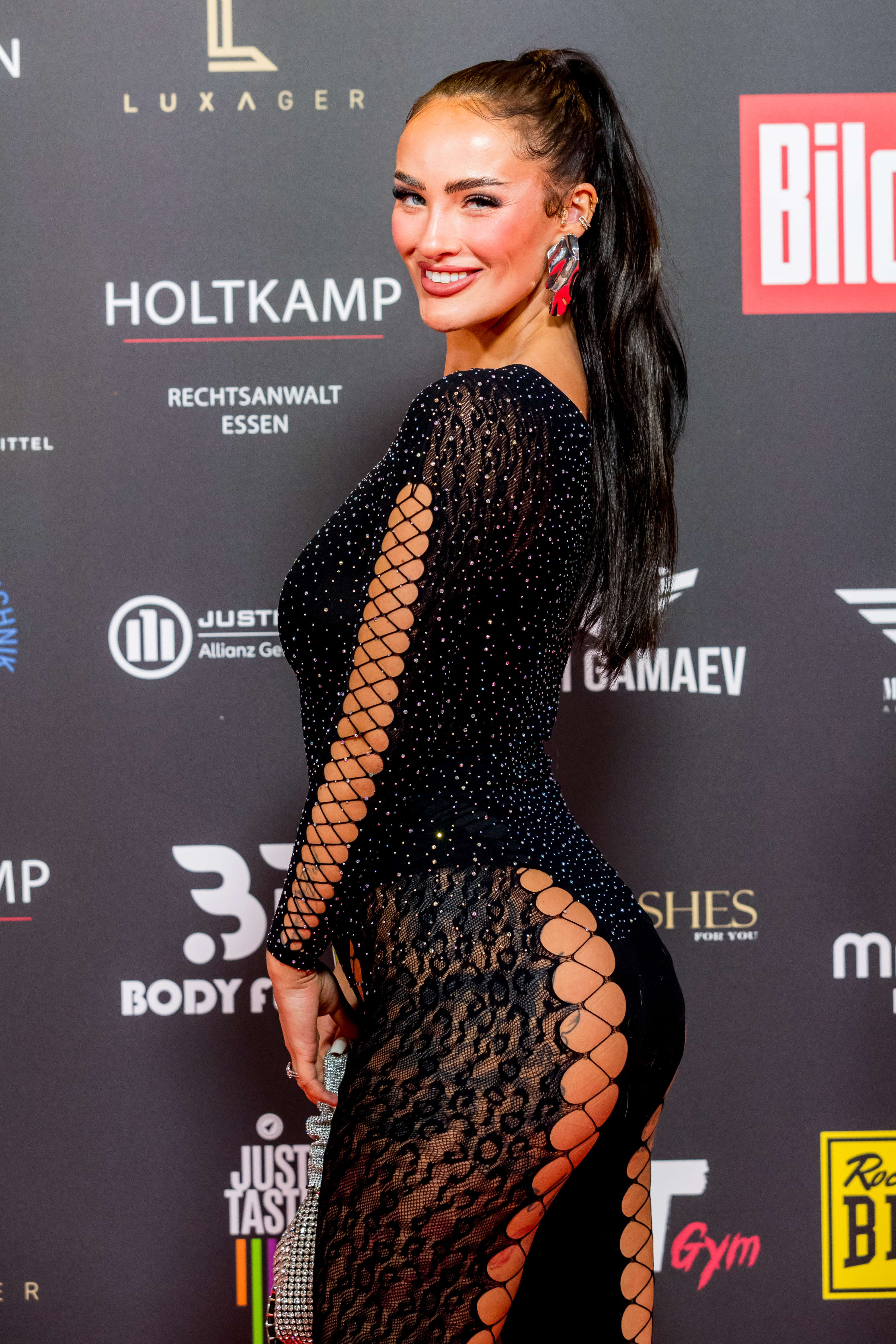
Paulina Ljubas (2023)

Paulina Ljubas (* 6. Dezember 1996 in Gelsenkirchen; bürgerlich Anna Paulina Ljubas) ist eine deutsche Fernsehdarstellerin, Reality-TV-Teilnehmerin und Influencerin.

## Leben
Ljubas wuchs als Tochter eines kroatischen Vaters und einer deutschen Mutter in Gelsenkirchen auf und studierte nach dem Abitur zunächst Modedesign in Düsseldorf, wechselte aber später für ein Psychologiestudium an die private Hochschule Fresenius in Köln.
2020 übernahm sie die Rolle der Stella Freis in der Daily-Soap Köln 50667. Nach 231 Folgen wurde Ljubas jedoch von der Produktionsfirma gefeuert, weil sie während der COVID-19-Pandemie in Deutschland bei einem Musikvideodreh ihres damaligen Lebensgefährten Henrik Stoltenberg teilnahm, obwohl sie sich in Quarantäne befinden sollte. Ljubas dementierte später die Gerüchte und offenbarte via Instagram, dass diese Vorwürfe auch vor Gericht thematisiert und aus dem Weg geräumt wurden. Dennoch entschied sie sich im Einvernehmen mit der Produktion, nicht zur Serie zurückzukehren.
Im Anschluss nahm Ljubas gemeinsam mit Stoltenberg im Jahr 2021 als Kandidatin an Temptation Island VIP teil. Sowohl Ljubas als auch Stoltenberg konnten dem dortigen Treuetest nicht bestehen und trennten sich daraufhin. Sie ging daraufhin eine Beziehung mit Yasin Mohamed ein. Nach etwa eineinhalb Jahren gaben die beiden die Trennung bekannt. 
Bei den Dreharbeiten zur dritten Staffel von Germany Shore lernte Ljubas den französischen Reality-TV-Darsteller Tommy Pedroni kennen und gab im November 2023 ihre Beziehung zu ihm bekannt.
Inzwischen lebt Ljubas gemeinsam mit Pedroni in Nizza.

## Fernsehformate
- 2020: Köln 50667 (RTL ll)
- 2021: Temptation Island VIP (RTL)
- 2023: Ex on the Beach (RTL+)
- 2023: Promi Big Brother (Sat.1)
- seit 2023: Germany Shore (Paramount+)
- 2024, 2025: The 50 (Prime Video)
- 2025: CoupleChallenge – Das stärkste Team gewinnt (RTL ll) (Gewinnerin)
- 2025: Das Sommerhaus der Stars – Kampf der Promipaare (RTL)